# Заборов, Александр Владимирович
Александр Владимирович Заборов (р. 29 ноября 1953 года) — российский политический деятель, заместитель председателя Областной думы Законодательного собрания Свердловской области в 2000—2004 гг., в апреле—июне 2003 г. исполнял обязанности председателя думы.

## Биография
Родился в 1953 году в Магнитогорске в семье служащих. В 1976 году окончил физический факультет Уральского государственного университета им. А. М. Горького. В 1976—1990 гг. работал преподавателем кафедры физики Уральского политехнического института им. С. М. Кирова, учителем физики школы № 3 г. Свердловска, научным сотрудником Института электрофизики УрО АН СССР. Кандидат физико-математических наук.
В 1990 году избран депутатом Свердловского областного Совета народных депутатов. Был председателем комиссии по работе советов народных депутатов и членом малого совета. С 1992 года — директор Центра содействия предпринимательству Администрации Свердловской области. Занимался бизнесом, был заместителем генерального директора ООО «Уралмашспецсталь» и директором по развитию группы «Корус».
В конце 1999 года избран одним из лидеров партии «Единство Урала» — местной ячейки движения «Единство», созданной при поддержке областных властей для участия в выборах Областной думы. На выборах 26 марта 2000 года список партии, возглавлявшийся Эдуардом Росселем, занял 2-е место, а Заборов стал депутатом облдумы. На первом заседании нового состава думы он выдвигался в её председатели, однако проиграл Евгению Порунову — депутату движения «Наш дом — наш город» главы Екатеринбурга Аркадия Чернецкого — и довольствовался должностью заместителя председателя. В апреле 2002 года переизбран заместителем председателя думы.
22 апреля 2003 года неустойчивое «антигубернаторское» большинство депутатов думы сместило её председателя Николая Воронина и его заместителя коммуниста Николая Езерского, а Заборов, единственный оставшийся в должности заместитель, стал исполняющим обязанности председателя вплоть до конца весенней сессии 2003 года. В начале июля, во время парламентских каникул, Воронин и Езерский восстановились в должностях через суд, и после окончания каникул (в октябре) вернулись к своим обязанностям, а вопрос об их отставке больше не поднимался.
После окончания депутатских полномочий (весной 2004 года) стал проректором по инновационной деятельности Уральской государственной архитектурно-художественной академии. В настоящее время занимается бизнес-тренингом, раз в неделю выступает соведущим передачи на радио «Эхо Москвы — Екатеринбург».